# 15 f.Kr.
15 f.Kr. var ett normalår som började en måndag i den proleptiska julianska kalendern, men i verkligheten antingen ett normalår som började en tisdag, onsdag eller torsdag, eller ett skottår som började en onsdag i den julianska kalendern (se skottårsfelet i den julianska kalendern för mer information).

## Händelser

### Efter plats

#### Romerska riket
- Vindobonum blir en gränsstad och ett viktigt fäste i det romerska skyddet mot de germanska stammarna i norr.
- Chur blir huvudstad i provinsen Rhaetia Prima.

## Födda
- Germanicus, romersk fältherre (död 19 e.Kr.)

## Avlidna
- Lucius Munatius Plancus, romersk konsul 42 f.Kr.